# Сергіївка (Березнегуватська селищна громада)
Се́ргіївка — село в Україні, у Березнегуватській селищній громаді Баштанського району Миколаївської області. Населення становить 698 осіб.

## Населення

### Мова
Розподіл населення за рідною мовою за даними перепису 2001 року:
| Мова            | Відсоток |
| --------------- | -------- |
| українська      | 95,42%   |
| російська       | 3,30%    |
| вірменська      | 0,57%    |
| інші/не вказали | 0,71%    |